# Hindenburg Wall

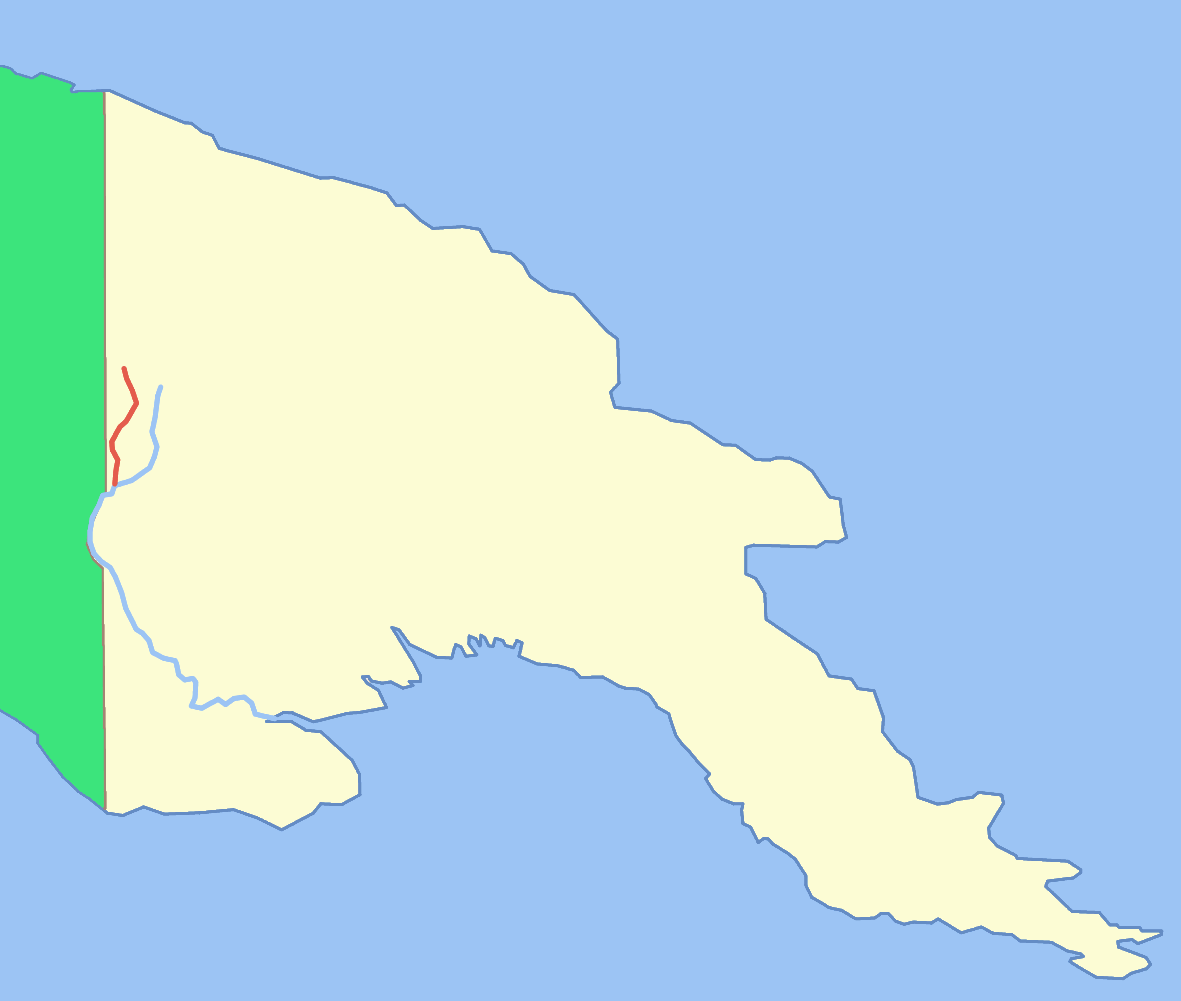
Położenie rzeki Ok Tedi

Hindenburg Wall – jedno z najsłabiej zbadanych pasm górskich w Górach Centralnych, na Nowej Gwinei. Położone jest w środku wyspy, w Papui-Nowej Gwinei. Od północy graniczy z pasmem Star Mountains, od południa z Górami Bismarcka, a od wschodu z Górami Wiktora Emanuela. Przez niektóre źródła jest uznawany za część, także słabo zbadanych, Star Mountains.

## Geografia i geologia
Pasmo jest zbudowane w większości z wapienia. Tworzy go rząd prawie pionowych ścian skalnych, ciągnących się przez 50 km od podnóża Star Mountains, wysokości od 600 m n.p.m. do 2000 m n.p.m. Między nimi ciągną się głębokie wąwozy i wąskie tarasy rzeczne. Występują w dużym nagromadzeniu zjawiska krasowe: jaskinie, klify, kanały krasowe i rzeźby skalne. W paśmie ma źródła rzeka Ok Tedi.

## Klimat

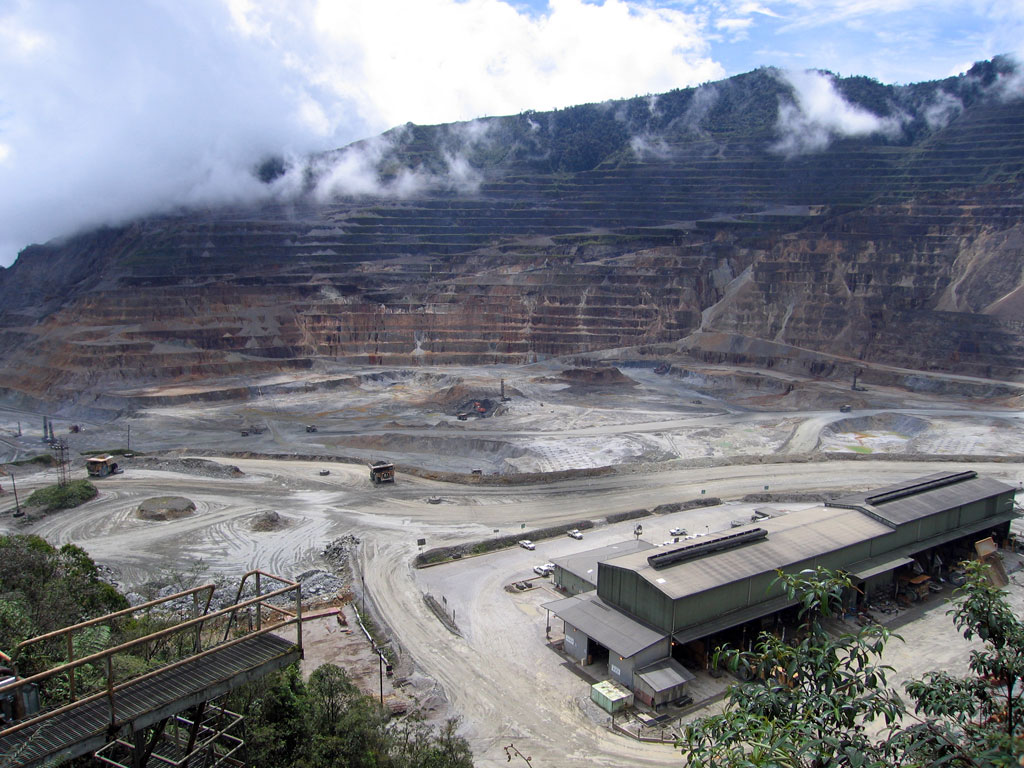
Kopalnia Ok Tedi

Pasmo jest uznawane za jedno z najwilgotniejszych miejsc na Ziemi. Przez cały rok jest przykryte chmurami. Roczna suma opadów wynosi ponad 10 000 mm, co praktycznie powoduje, że pada tam cały czas deszcz. Wilgotność powietrza nigdy nie spada poniżej 80%. Powyżej 1500 m n.p.m. panuje górska odmiana klimatu równikowego. Temperatura waha się między 15 a 20 °C.

## Fauna i flora
Hindenburg Wall wraz ze Star Mountains jest uznawany przez naukowców za jeden z ostatnich dziewiczych terenów na Ziemi. Wyprawy naukowe ciągle odkrywają tam nowe gatunki roślin i zwierząt, w większości endemicznych.
Podnóże pasma zajmują lasy równikowe, wyżej lasy z dębem, bukiem i sosną. Powyżej 1800 m n.p.m. zmniejszone promieniowanie słoneczne oraz ciągłe zachmurzenie i deszcz prowadzą do niskiego wzrostu roślin i częstych osuwisk.
W paśmie prawdopodobnie żyje 108 gatunków ssaków, w szczególności gryzoni, torbaczy i nietoperzy (wiąże się to z dużą liczbą jaskiń). Wśród niedawno odkrytych gatunków nietoperzy jest m.in. Aproteles bulmera, odkryty w jaskini Luplupwintem. Był on wcześniej uważany za gatunek wymarły 12 000 lat temu. Pasmo zamieszkuje około 350 gatunków ptaków, w tym co najmniej 16 gatunków ptaków rajskich. Ocenia się, że zbadano do tej pory tylko jedną czwartą gatunków gadów i płazów. W ostatnich latach w czasie badań w pobliżu Hindenburg Wall odkryto łącznie 61 gatunków herpetofauny (49 żab, 12 gadów), z czego co najmniej 25 gatunków żab było wcześniej nieznanych nauce. Prawdopodobnie żyje tam 458 gatunków motyli.

## Historia odkryć
Luigi D’Albertis był pierwszym Europejczykiem, który dotarł do podnóża Star Mountains i Hindenburg Wall. Było to 17 czerwca 1876 roku. Napisał wtedy:
...Nareszcie ja widziałem wzniosłe góry we wnętrzu Nowa Gwinea...
jak olbrzymy o różnych wysokościach wznoszący się jeden nad drugim
i rozciągający się od głównego łańcucha aż do rzeki..
Pierwszymi Europejczykami, którzy weszli w góry, byli członkowie wyprawy z roku 1914: Richard Thurnwald i Walter Behrmann. Nazwali je Górami Hindenburga. Dotarli do źródeł rzeki Sepik.
Do tej pory, prawie co roku, organizowane są wyprawy badawcze, organizowane przede wszystkim przez instytuty naukowe z Australii i USA.

## Mieszkańcy
Hindenburg Wall i Star Mountains są niezamieszkałe. U ich podnóża mieszkają w niewielkich wioskach członkowie plemiona Min (Gór Ok), którzy do niedawna uprawiali kanibalizm. Mimo przyjęcia przez nich chrześcijaństwa tradycyjne przedchrześcijańskie wierzenia i obrzędy nie zostały całkowicie zapomniane.
Cywilizacja dotarła w te rejony niedawno, w połowie lat 80. XX wieku, wraz z kopalnią odkrywkową złota i miedzi Ok Tedi, zlokalizowaną u podnóża Star Mountains. Kilkadziesiąt kilometrów od Hindenburg Wall powstało miasteczko Tabubil (10 tys. mieszkańców) w którym mieszkają pracownicy kopalni. Pracują tam również mieszkańcy pobliskich wiosek.
W 2006 roku Hindenburg Wall i jego okolice zgłoszono do Światowej Sieci Rezerwatów Biosfery UNESCO.